# Tierpark Görlitz
Koordinaten: 51° 8′ 31,4″ N, 14° 58′ 48,3″ O

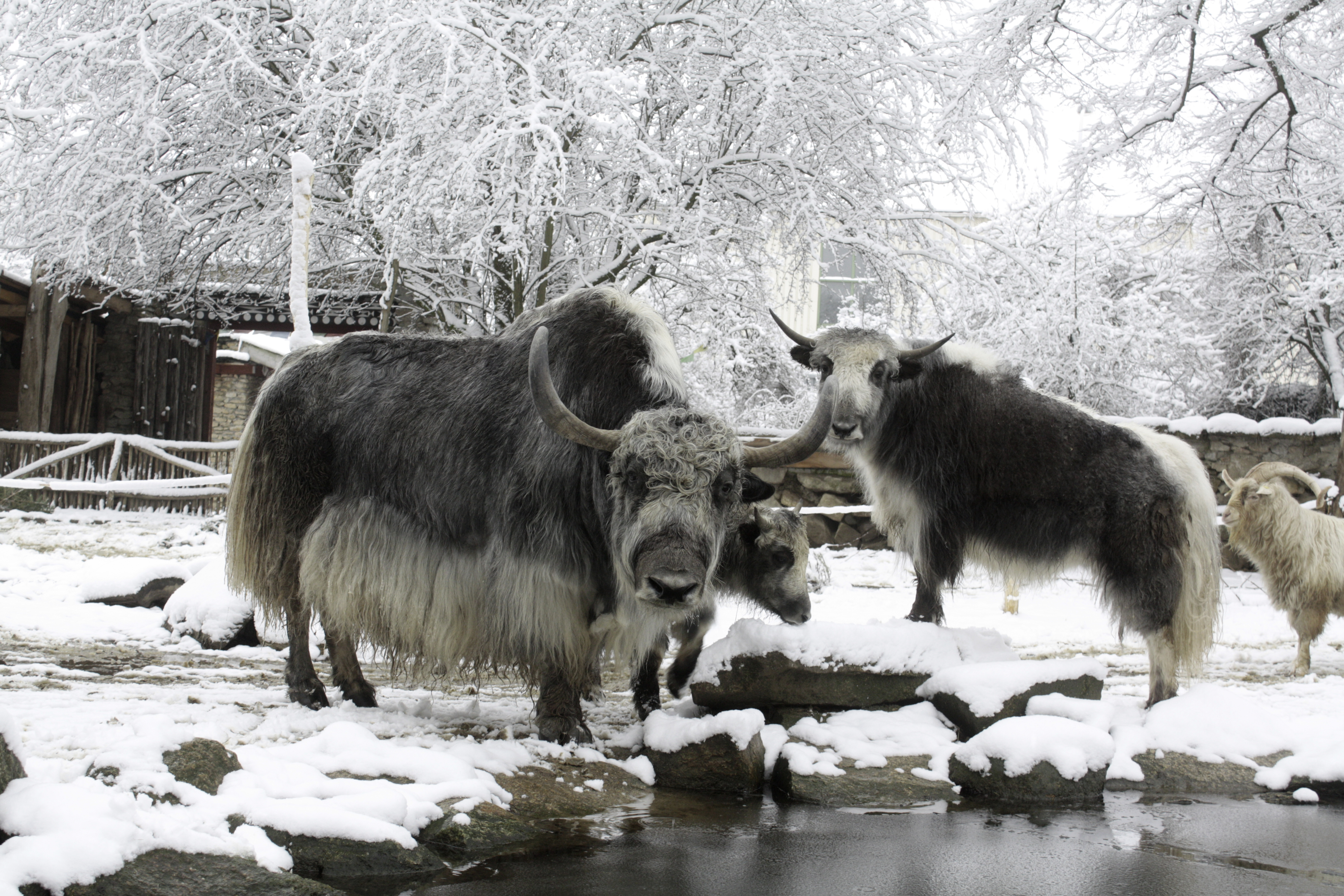
Tibetanlage mit Yaks und Kaschmirziegen

Der Naturschutz-Tierpark Görlitz-Zgorzelec ist der Tierpark der Stadt Görlitz in Sachsen. Mit fünf Hektar Fläche gehört er zu den kleinen Zoos in Deutschland. Fast 100 Tierarten mit einem Bestand von 500 Tieren leben hier in naturnah gestalteten Gehegen.

## Geschichte
1957 beschloss der Rat der Stadt Görlitz die Einrichtung eines Heimattierparks auf dem Gelände des „Parks der Werktätigen“, der nach dem Zweiten Weltkrieg aus dem Raupachschen Privatpark entstanden war. Unter der Leitung von Gartenbaudirektor Henry Kraft, Oberbürgermeister Bruno Gleißberg, Abteilungsleiter für Kultur des Rates der Stadt Alfred Kogel und der Zoologin des Museums für Naturkunde Gisela Vater wurden mit Unterstützung ansässiger Unternehmen und durch Spenden der Görlitzer Bevölkerung bis 1960 die ersten Anlagen für Bären, Ponys, Wildschweine, Damhirsche und Rhesusaffen errichtet.
1960 übernahm Arnold Müller hauptamtlich die Leitung des Tierparks. Erfolgreich gelang die Nachzucht u. a. von Luchsen, Leoparden oder Mantelpavianen. Mit bis zu 300.000 Besuchern jährlich zählte der Tierpark zu den meistbesuchten Kultureinrichtungen der Region. 1974 wurde die Zooschule eröffnet und bis 1979 entstanden weitere Gehege für Papageien, Kamele, Emus und Schneeeulen. Die Besucherzahlen sanken Ende der 1980er Jahre auf unter 100.000 jährlich.
Axel Gebauer begann in seiner Amtszeit als Direktor die Bewirtschaftung des Tierparks zu modernisieren. Es entstand das Konzept eines Naturschutz-Tierparkes mit Schwerpunkt auf einheimischen und asiatischen Tierarten. Es wurden Möglichkeiten für Besucher geschaffen, einen direkten Kontakt zu Haustieren herzustellen. Seit 1992 entstanden zum Beispiel ein Bauernhof mit integriertem Streichelgehege für regionaltypische Haustiere, ein 4000 m² großes Fischottergehege und eine Steinbockanlage. 2005 wurde mit dem Bau des Tibetdorfs für Haus- und Wildtiere Tibets begonnen.
Seit 2011 wurde unter Direktor Sven Hammer das Prinzip der Tiernähe erheblich ausgebaut: viele Gehege sind für Besucher begehbar und ermöglichen direkte Tiererlebnisse, an verschiedenen Stellen können Besucher Tiere mit bereitgestelltem Gras oder Heu füttern, bürsten oder streicheln. Zahlreiche Natur-Schauspiele und Themen-Spielplätze bieten allen Altersklassen die Möglichkeit, Wissen spielerisch zu erfahren.
Seit 2002 ist der Tierpark im Weltzooverband WAZA sowie im Europäischen Zooverband EAZA. Er engagiert sich für den Naturschutz und ist aktives Mitglied der Zoologischen Gesellschaft für Arten- und Populationsschutz (ZGAP) sowie der Stiftung Artenschutz. Die Naturschutzarbeit beinhaltet unter anderem lokale Projekte zum Schutz von Weißstorch, Fischotter und Wiedehopf sowie den Bau eines Wildtierhotels. Neben lokalen Projekten ist der Tierpark auch an internationalen Projekten beteiligt, wie dem Zootier des Jahres und dem Red Panda Network. Weiterhin betreibt der Tierpark eine Wildtierauffangstation.
Beim „Großen Zootest“ der Zeitschrift Stern belegte der Tierpark 2008 den ersten Platz in der Kategorie „kleinere Zoos“.

## Anlagen und Gehege

### Tibetdorf

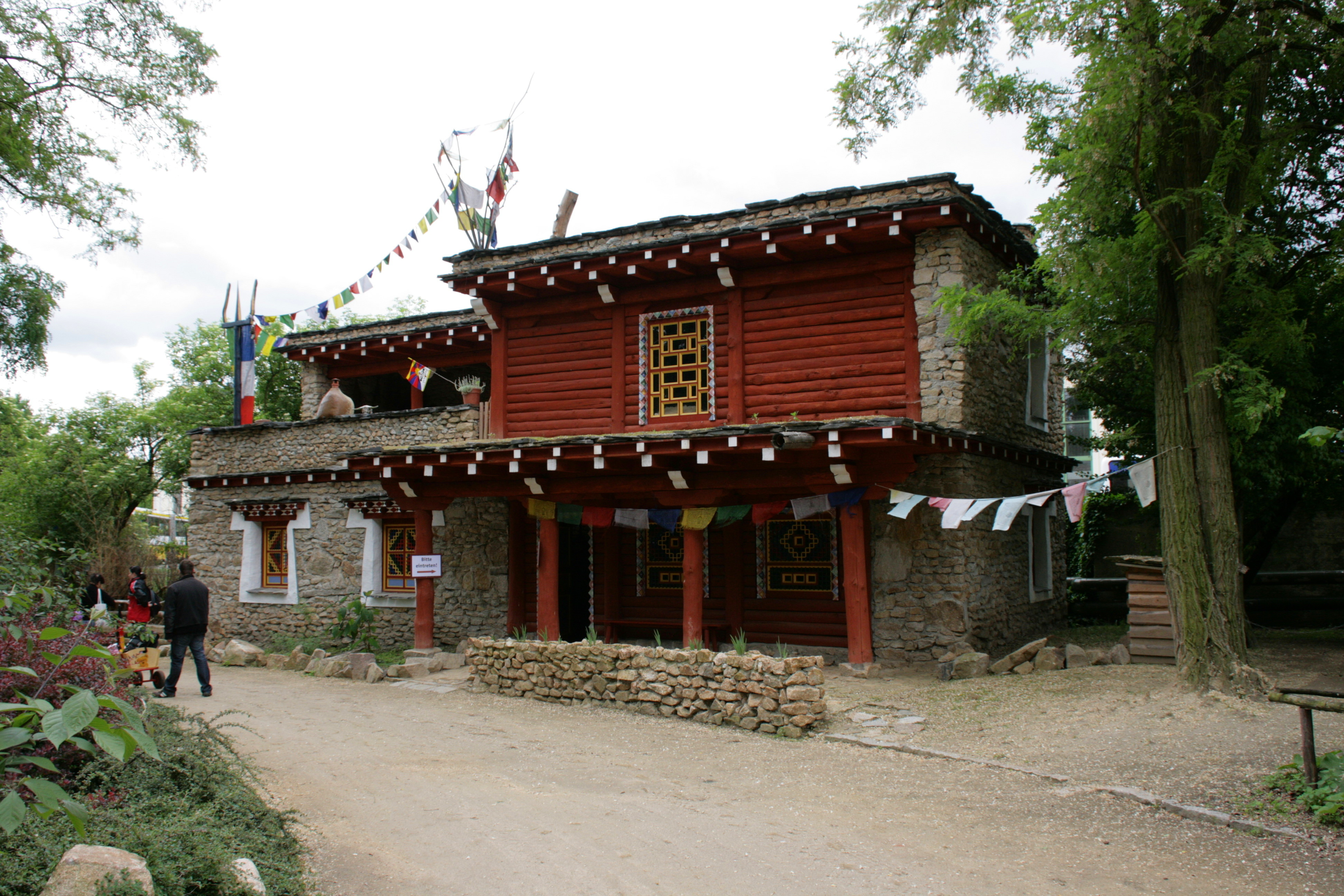
Tibetisches Bauernhaus

2005 wurde im Naturschutz-Tierpark der Grundstein für das einzige Tibetdorf Europas gelegt. Insbesondere die Haus- und Wildtiere Tibets, aber auch buddhistische Religion, Kultur und Bauweise der Tibeter werden vorgestellt. Yaks, Trampeltiere und Kaschmirziegen leben in einem großen gemeinsamen Freigehege mit Hochlager für Heu und Stroh im tibetischen Stil. Die Tibetschweine, eine Eigenzucht des Tierparks aus chinesischem Maskenschwein und europäischem Wildschwein, kommen den in Tibet gehaltenen Schweinen sehr nahe und sind für Besucher hautnah zu erleben. Stachelschweine bewohnen eine Ruine am Rande des Dorfes, die auf ihrem Futtertisch aus nächster Nähe gefüttert und beobachtet werden können. Blaukronenhäherlinge, chinesische Bambushühner und Edwardsfasane leben in einer begehbaren Voliere.
Jedes Jahr nimmt der Tierpark teil an der Aktion „Flagge hissen für Tibet!“, um ein Zeichen zu setzen für Demokratie und Menschenrechte und gegen das Vergessen der Menschenrechtsverletzungen, der Zerstörung der tibetischen Kultur und der Unterdrückung der tibetischen Bevölkerung.

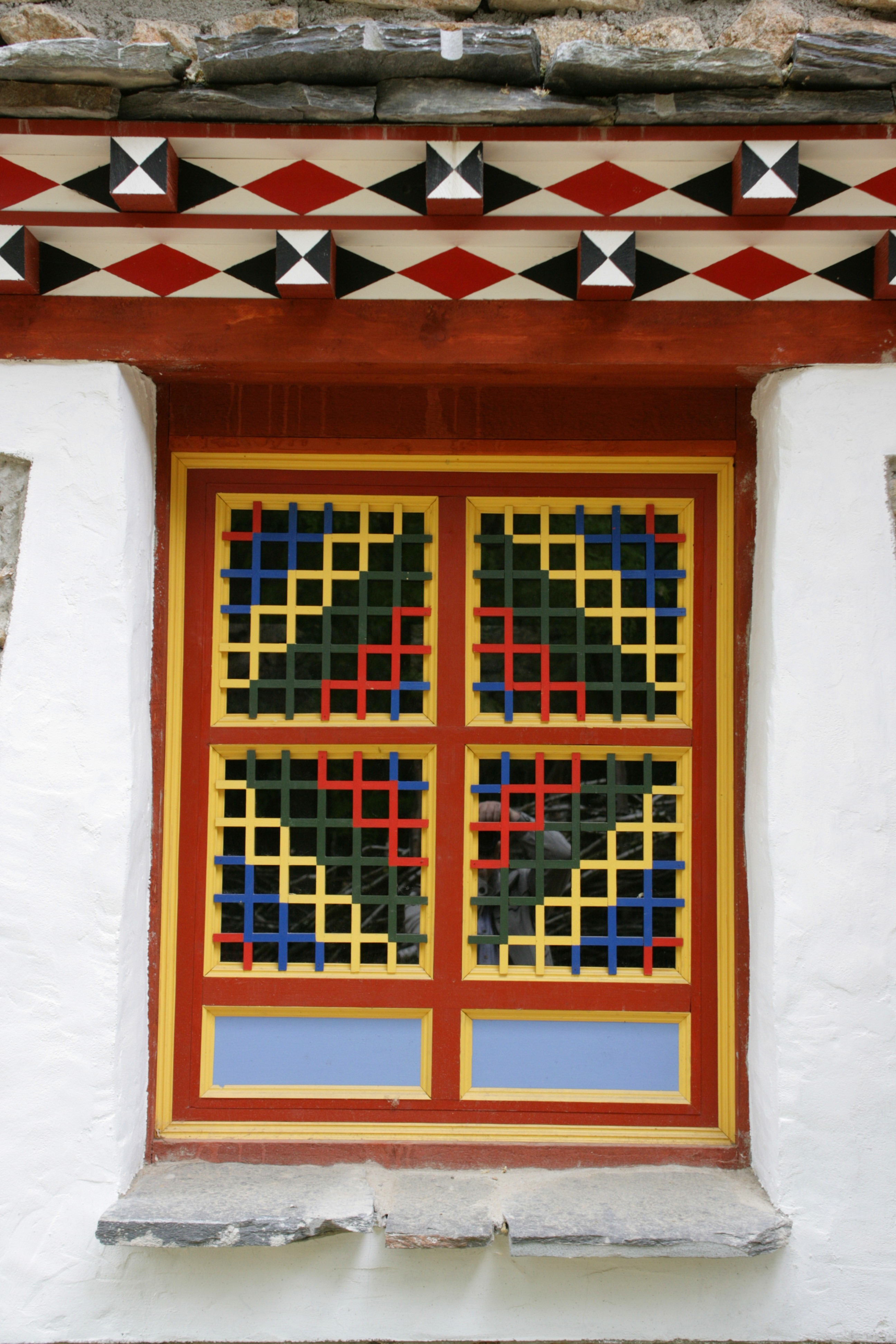
Im Tibetdorf

### Lausitzer Bauernhof
Auf dem Lausitzer Bauernhof leben zahlreiche Haustiere, darunter mehrere bedrohte Haustierrassen wie das Rote Höhenvieh, das Schwarzbunte Niederungsrind, Rauhwollige Pommersche Landschafe, Thüringer Waldziegen sowie Sattelschweine. Dazu kommen weitere Haustiere wie Meerschweinchen und Alpakas. In der Brüterei kann man Küken beim Schlupf beobachten und ältere Artgenossen mit selbstgeraspelten Möhren füttern. Ziegen oder Schweine können mit bereitgestellten Bürsten massiert werden, Fütterung mit vom Tierpark bereitgestelltem Futter (Gras oder Heu) ist ebenfalls erlaubt.

### Lausitz-Tal
Das Lausitz-Tal des Tierparks ist eine etwa 4000 m² große Teichlandschaft, die eng an die Region anknüpft. Hier leben in einer natürlichen, rund 1500 m² großen Anlage Europäische Fischotter und Waschbären. Ein Besuchersteg durch das Gehege, mehrere Aussichtsplattformen und Futterstellen ermöglichen es, die Tiere ganz aus der Nähe zu beobachten. Auf dem angrenzenden Teich leben neben einem Singschwan-Pärchen verschiedene Entenarten aus der Lausitz.

### Qishan

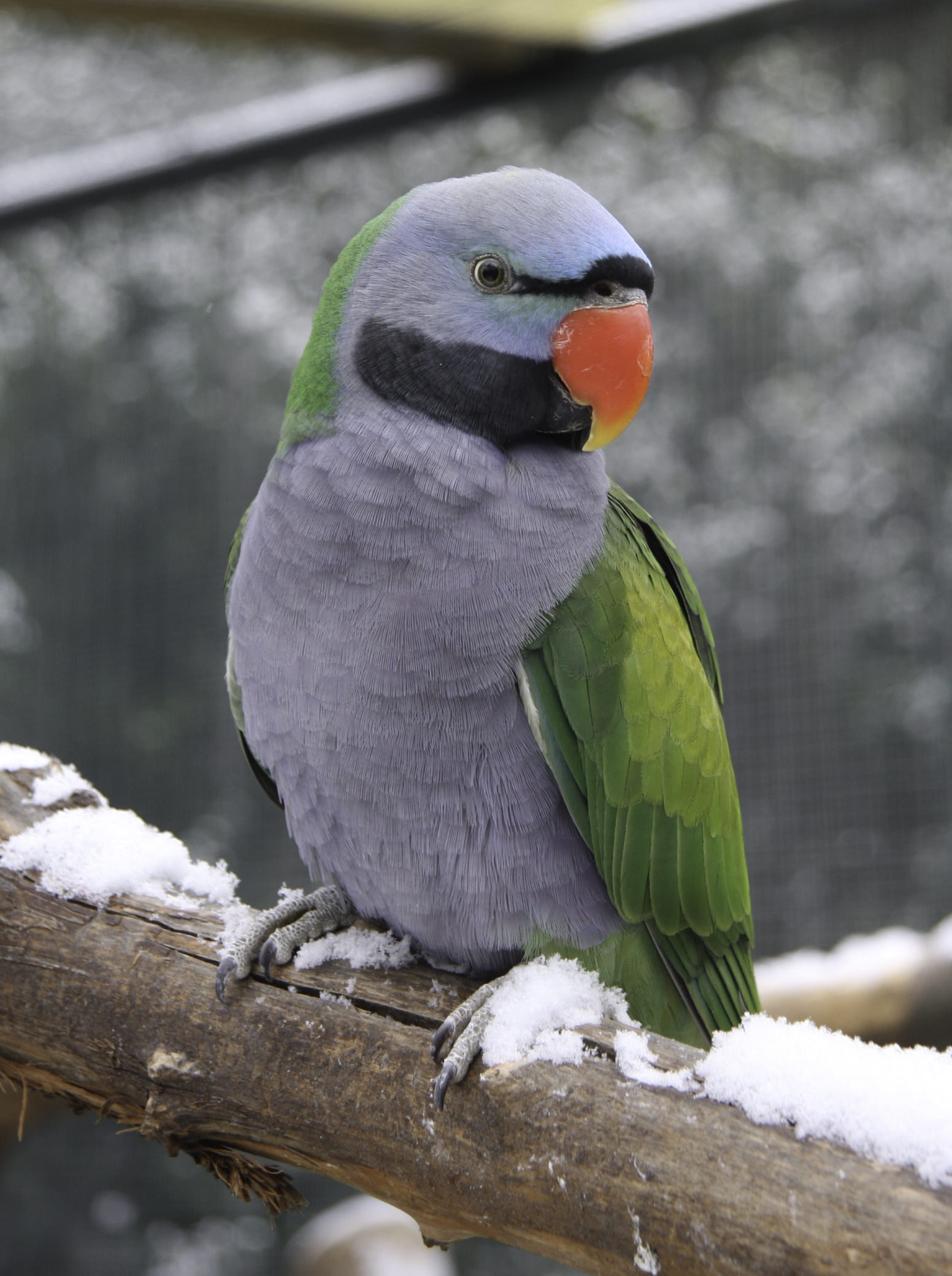
Männlicher Chinasittich

„Qishan“ bedeutet „alpines Habitat“ oder „Bergwelt“. In der begehbaren Voliere können sich die Besucher auf einen kleinen Exkurs nach Zentralchina begeben. Auf verschiedenen Ebenen mit einem für Kinder erklimmbaren Wasserfall mit Wasserlauf, Wald und Teich gibt es sowohl für Tier als auch für Mensch vieles zu entdecken. In dem Gehege leben Pater-David-Felsenhörnchen, Chinasittiche, Goldfasane und Lätzchenhäherlinge.

### Kaninchenwelt
2015 wurde die Kaninchenwelt fertiggestellt, eine für Besucher begehbare Anlage über mehrere Etagen mit viel Platz und Rückzugsmöglichkeiten für Hauskaninchen verschiedener Rassen. Um einen Vergleich zur konventionellen Kaninchenhaltung aufzuzeigen, wurden die Mindestmaße für die Haltung eines Kaninchens auf die Körpergröße eines Kindes hochgerechnet – in dem so entstandenen „Kinderkäfig“ können die Kinder ausprobieren, wie sich ein Kaninchen in solch einem Käfig fühlt.

### Schweineparadies
Die Tiere werden auf einer teilweise erhöhten Plattform präsentiert, so sind Füße oder Rüssel sehr gut zu betrachten. Direkt angrenzend befindet sich ein kleiner Spielplatz, in dem schweinegleich nach Schätzen gewühlt werden kann. Aufgrund der Verbreitung der Afrikanischen Schweinepest gilt seit 2021 Stallpflicht, sodass 2023 ein neuer Stall eröffnet wurde, das Schweineterrarium.

### Görlitzer Alpenhang
Ein naturnah gestalteter Steinhang ist das Zuhause von Alpensteinböcken und Alpenmurmeltieren und seit 2017 mit einem Besucherpfad ausgestattet. Gänsegeier leben in der angrenzenden Voliere mit begehbarer Forscherhütte. Durch die halb geöffnete Hütte können die Geier von einer Bank aus ganz ohne Gitterumzäunung beobachtet werden. Die Hütte ist zudem mit ornithologischer Literatur, Hängematte sowie Feldstecher ausgestattet. Durch eine Live-Kamera wird die Beobachtung des Geiernestes ermöglicht.

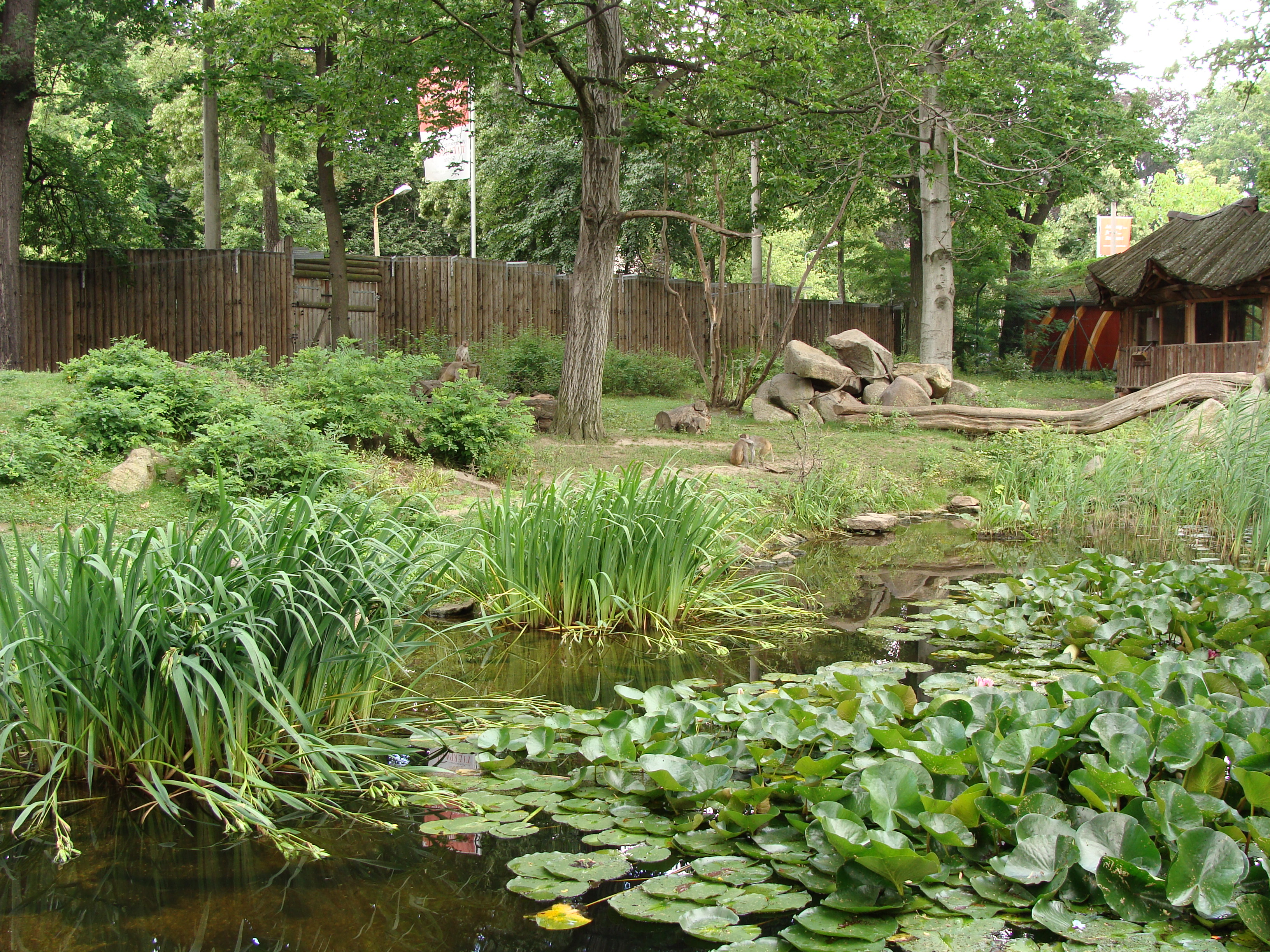
Gehege der Rhesusaffen

## Spielplätze
Der Tierpark verfügt über drei Spielplätze. Der Milchspielplatz entstand 2014 im Rahmen der Bildung für Nachhaltige Entwicklung (BNE) und wurde von der UNESCO prämiert. Er steht unter dem Projekt „Nachhaltige Landwirtschaft in Tibet und Deutschland“. Themenbereiche sind Haustiere, Landwirtschaft, Lebensweise und Kulturen der Bauern und die Bedeutung der Agrobiodiversität.
Die Entdeckerscheune ist eine aus Zeißig stammende und hier aufgebaute und restaurierte Schrotholzscheune, die als Indoorspielplatz mit Klettermöglichkeiten und Geheimgängen dient. Hier wird u. a. auch altes Handwerk und typische Scheunenbewohner gezeigt; eine Röhrenrutsche führt zur nebenan gelegenen Kaninchenwelt.
Der Sprung-Spielplatz entstand mit der 2018 neu gebauten Anlage für Östliche Graue Riesenkängurus. Hier wird spielerisch Wissen über das Leben der Tiere vermittelt. Auf Trampolinen und in einer Sandsprunggrube kann die Sprungkraft ausprobiert werden. Eine überlebensgroße Känguru-Statue bietet die Möglichkeit des Sitzens im Känguru-Beutel.

## Arten- und Naturschutz
Der Tierpark engagiert sich für den Naturschutz und ist aktives Mitglied der Zoologischen Gesellschaft für Arten- und Populationsschutz (ZGAP) sowie der Stiftung Artenschutz. Erfolgreiche Nachzuchten bedrohter Arten konnten in den letzten Jahren bei den Roten Pandas, Manulen, Goldkopflöwenaffen, Fischottern, indochinesischen Sikahirschen, Kropfgazellen, Blaukronenhäherlingen, Edwardsfasanen und Gänsegeiern verzeichnet werden. Regionale Artenschutz-Projekte beinhalten beispielsweise den Bau von Wiedehopf-Nistkästen und Nisthilfen für Eulen, die Sanierung von Storchenhorsten oder das Aufstellen von Amphibienschutzzäunen.
Der Tierpark engagiert sich außerdem für Gänsegeier in Bulgarien, Manule in Zentralasien, Fischotter an der unteren Havel, Buschmannhasen in Südafrika und im Red Panda Network für Rote Pandas in Nepal. Die wechselnden EAZA- und Zootier-des-Jahres-Kampagnen werden in der zoopädagogischen und kuratorischen Arbeit sowie zu verschiedenen Veranstaltungen aufgegriffen. Des Weiteren wird eine Wildtierauffangstation betrieben.

## Leitung
- 1960–1985 Arnold Müller
- 1985–2011 Axel Gebauer
- seit 2011 Sven Hammer

## Fotogalerie

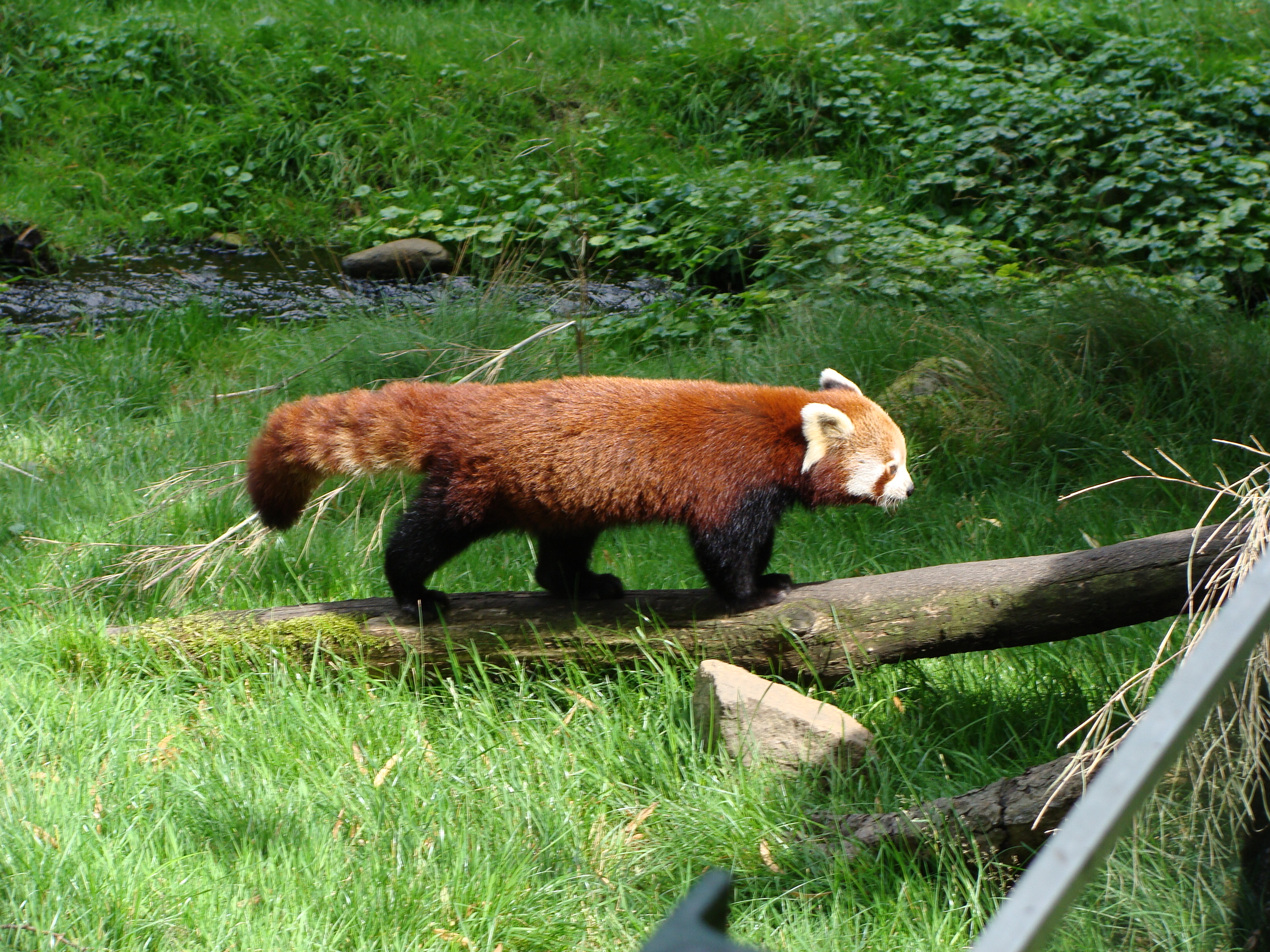
Einer von zwei roten Pandas im Görlitzer Tierpark
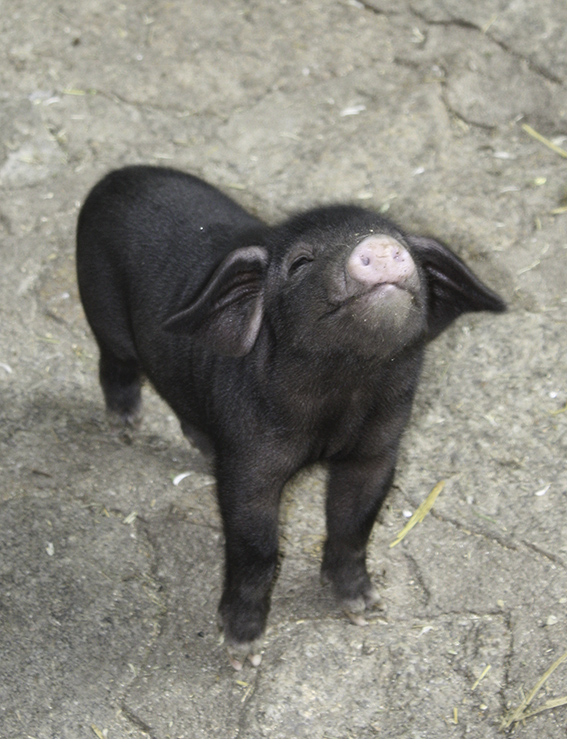
Tibetschwein-Ferkel im Tibetdorf
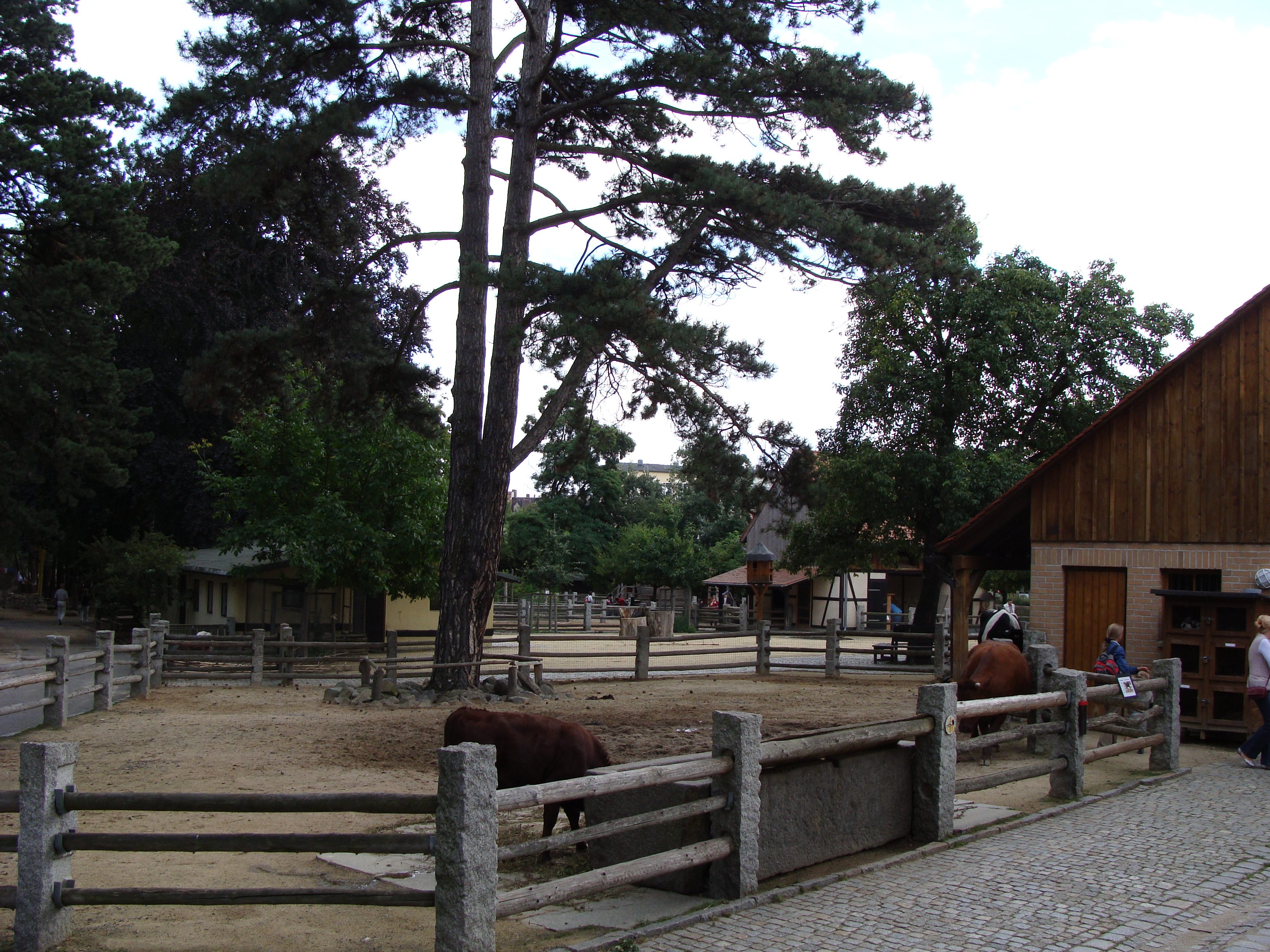
Bauernhof mit Streichelgehege
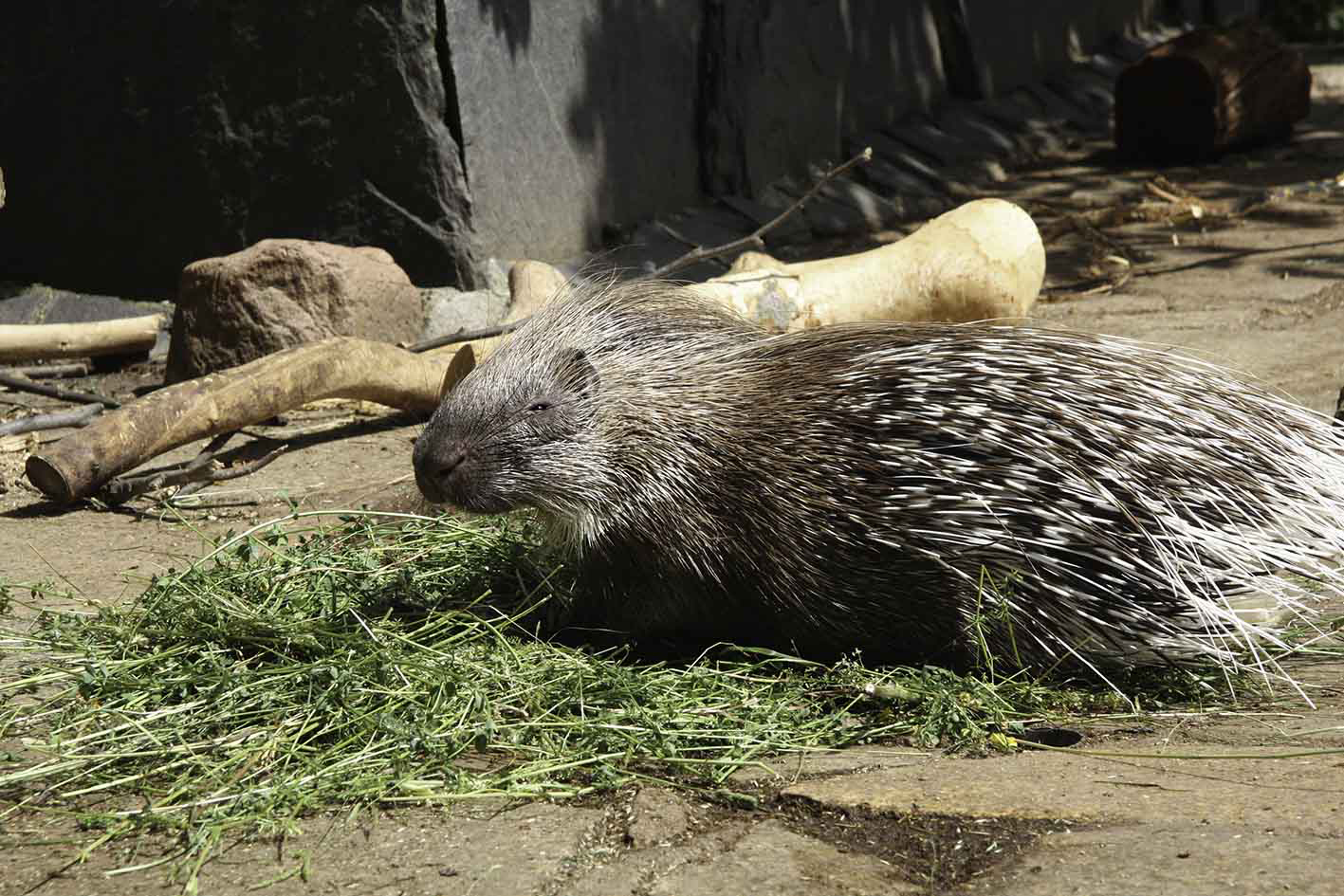
Weißschwanz-Stachelschwein im Tibetdorf